# Eduard Kallós

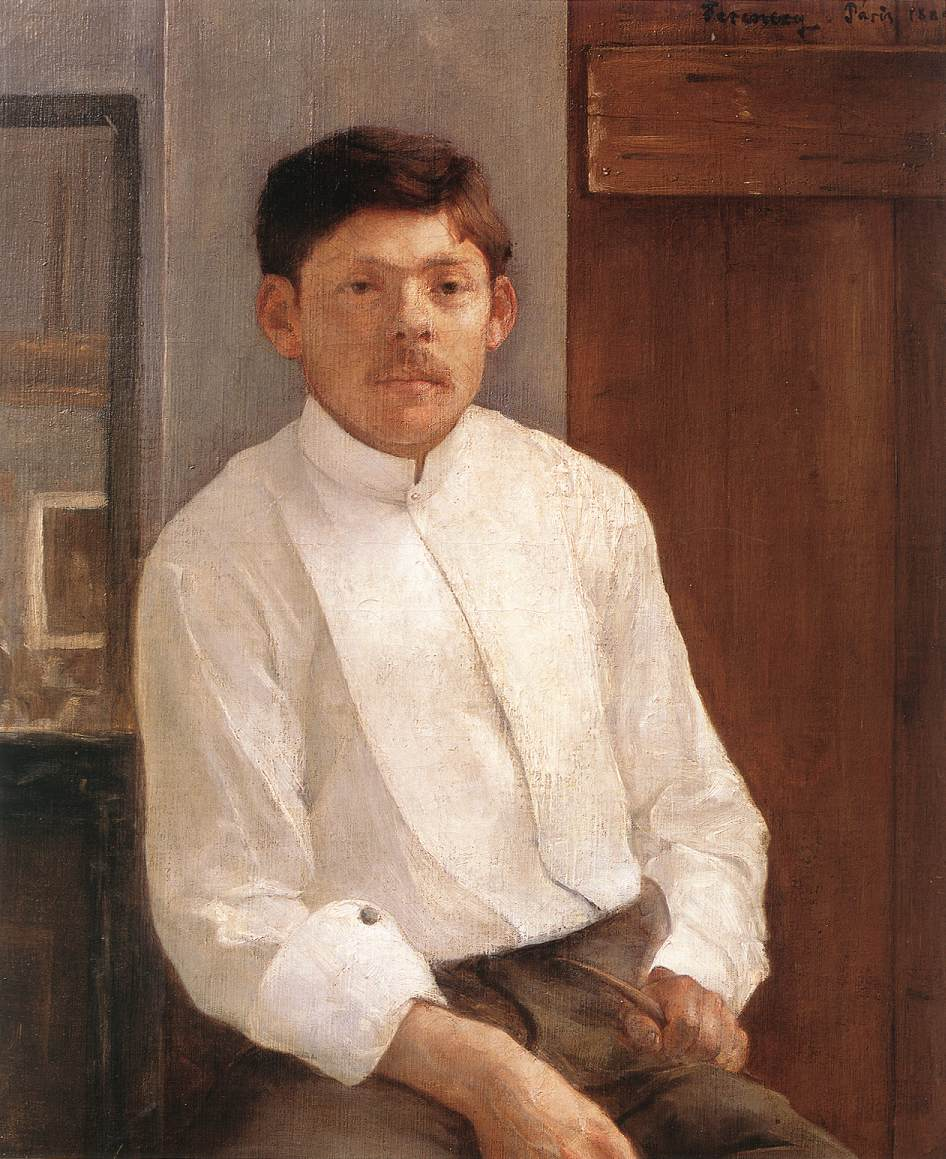
Károly Ferenczy: Eduard Kallós

Eduard Kallós (auch Ede Kallós, * 22. Februar 1866 in Hódmezővásárhely (Ungarn, damals Königreich Ungarn); † 11. März 1950 in Budapest) war ein ungarischer Bildhauer.

## Leben
Kallós begann seine Ausbildung an der Budapester Kunstgewerbeschule. Danach ging er an die Pariser Akademie, wo er drei Jahre bei Henri Chapu studierte. Ebendort stellte er erstmals eine seiner Arbeiten aus, eine weibliche Büste im Salon de Paris. 1891 kehrte er in sein Heimatland Ungarn zurück, wo er neben zahlreichen Porträtbüsten auch eine Reihe von Denkmälern und Grabdenkmälern schuf, wie etwa die für den Komponisten Ferenc Erkel (1897), den Dichter Ferenc Kölcsey und König Stephan I. den Heiligen. Er führte auch den plastischen Schmuck des Kulturpalais in Târgu Mureș (heute Rumänien), die beiden Millenniumsdenkmäler in Ópusztaszer und auf dem Zoborberg sowie eine lebensgroße Statue des David aus.

## Werke (Auszug)
- Statuette Nackte männliche Figur, nach 1918, Zinn, Heeresgeschichtliches Museum, Wien
- Reliefplakette Gestalten der ungarischen Geschichte des 18. Jahrhunderts, nach 1918, Eisenguss bronziert, Heeresgeschichtliches Museum, Wien